# Mampituba
Mampituba es un municipio brasileño del estado de Rio Grande do Sul.
Se encuentra ubicado a una latitud de 29º12'41" Sur y una longitud de 49º56'05" Oeste, con la sede ubicada a una altitud de 37 metros sobre el nivel del mar, pero tiene sitios que están a cima de los 800 metros. Su población estimada para el año 2004 era de 3.112 habitantes.Su nombre proviene del río homónimo que baña el municipio. El nombre Mampituba tuvo origen del nombre Guarany "Boi Petuba" (m boi) que significa serpiente; (peva) que significa plano; (tuba) significa abundancia, muchas. Boi peva o serpiente plan es una serpiente no venenosa que existía en abundancia en esta región. Pero el significa para el nombre viene del río tener muchas curvas como de fuera una serpiente.

Ocupa una superficie de 158 km².
- Datos: Q1750179
- Multimedia: Mampituba / Q1750179

1. ↑  Worldpostalcodes.org,código postal n.º 95572-000.